# Werner Mohrig
Werner Mohrig, född den 17 december 1937 i Ebeleben, död 26 april 2019 i Gießen, var en tysk entomolog som specialiserat sig på tvåvingar.
Auktorsnamnet Moh. kan användas för Werner Mohrig i samband med ett vetenskapligt namn inom zoologin; se Wikipedia-artiklar som länkar till auktorsnamnet.
|  | Wikispecies har information om Werner Mohrig. |